# Eileen Fairbairn
Eileen Fairbairn, née le 27 juin 1893 à Dunedin et morte le 9 août 1981 à Christchurch est une enseignante et géographe néo-zélandaise. Elle est pionnière dans l'enseignement de la géographie moderne dans les écoles secondaires néo-zélandaises.

## Biographie

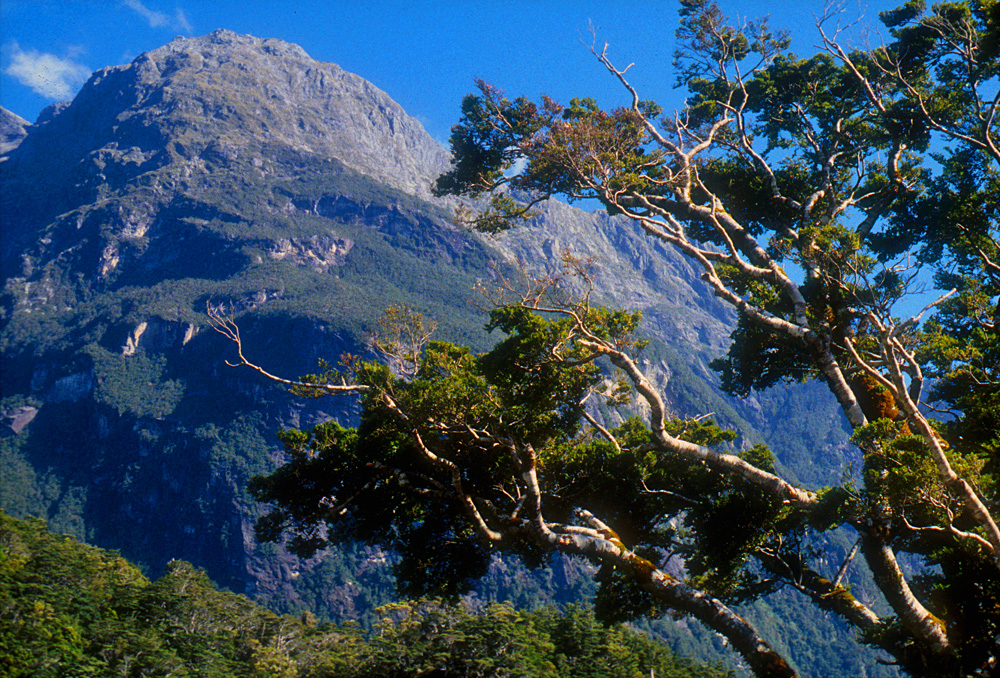
Pic Sheerdown vers la fin de la Milford Track

Eileen Fairbairn est née à Dunedin, en Nouvelle-Zélande, le 27 juin 1893,. Ses parents sont passionnés de montagne et d'escalade, passion qu'ils transmettent à leur fille. En 1906, la famille parcourt Milford Track, la célèbre piste de randonnée pédestre de 53,5 km sur l'île du Sud. Elle estime que son intérêt pour la nature est à l'origine de sa vocation de géographe.
Eileen Fairbairn fait ses études secondaires à l'école pour filles de Christchurch (en), entre au Canterbury College (aujourd'hui université de Canterbury) et obtient son baccalauréat en 1915. En 1921, elle commence à enseigner dans le lycée pour filles où elle a fait ses études, mais son père s'appose à toute carrière : pendant plusieurs années, elle vit dans leur maison et ne touche aucun salaire.
Elle part en Angleterre faire des études de géographie au Newnham College de Cambridge où elle obtient son diplôme en 1927. 

### Carrière

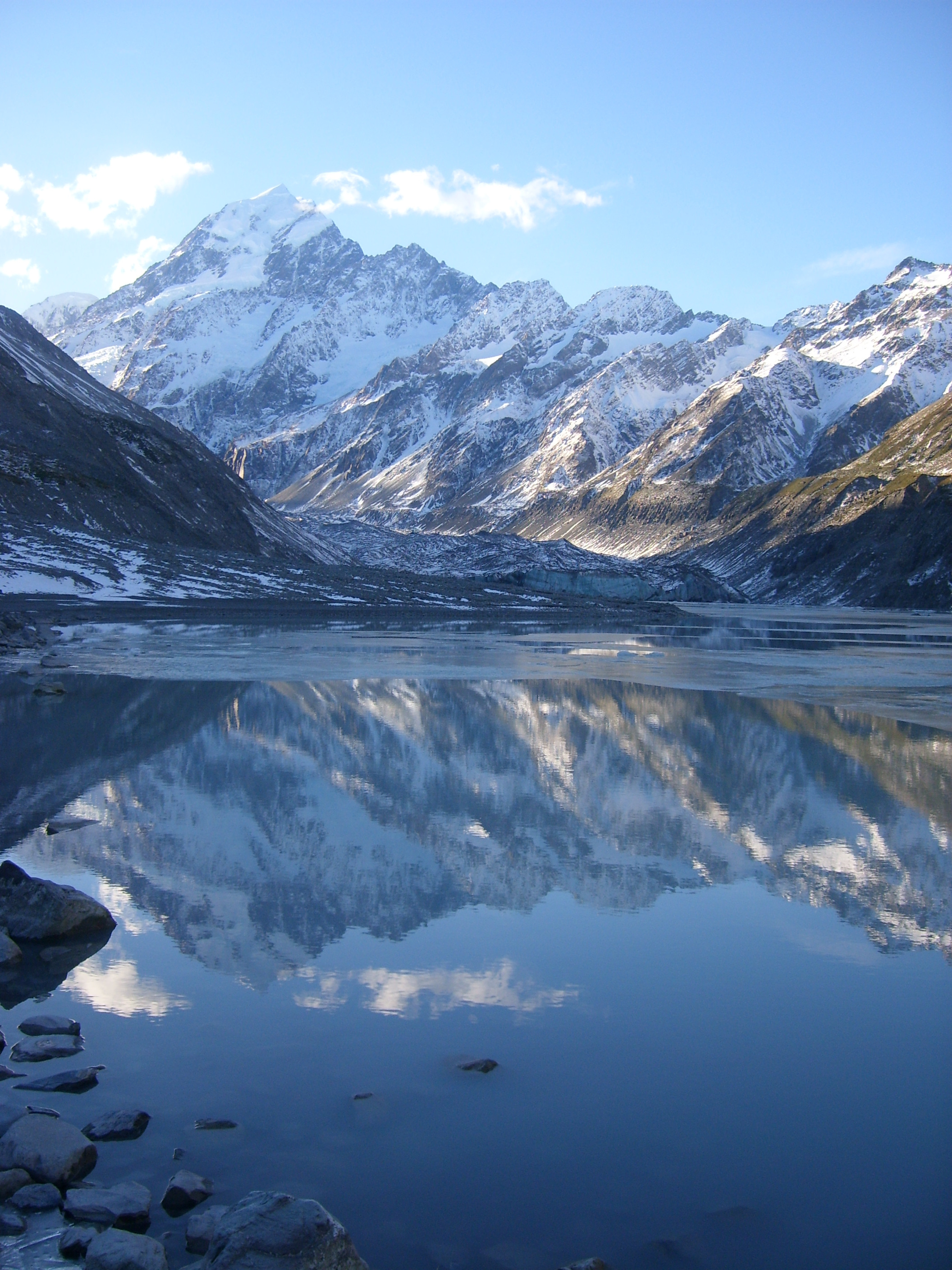
Vue de l'Aoraki/mont Cook avec le lac de fonte du glacier Hooker au premier plan.

En 1928, Eileen Fairbairn est la première géographe néo-zélandais à participer au Congrès international de géographie. À partir de 1929, elle enseigne en Nouvelle-Zélande la géographie, la biologie et les mathématiques en lycée pour filles. À cette époque, la géographie n'est pas reconnue comme un domaine d'études distinct en Nouvelle-Zélande. « Eileen Fairbairn a apporté de nouvelles perspectives au programme, notamment des visites sur le terrain et la fabrication de modèles en relief ». Eileen Fairbairn est en effet une randonneuse aguerrie, membre associée du New Zealand Alpine Club. Elle grimpe beaucoup dans la région du Mont Cook et y emmène ses classes. Avec le recul des années, elle notera que les nouvelles méthodes ont été introduites « face à une opposition du département qui semble aujourd'hui ridicule ».
En 1942, Eileen Fairbairn prend officiellement sa retraite du lycée pour filles, voyage et mène plusieurs travaux de géographie. Toutefois, elle revient pour faire des remplacements et suivre des cours au Saint Andrew's College (en) et au Christ's College pendant la Seconde Guerre mondiale. Elle meurt à Christchurch le 9 août 1981.

### Engagement associatif
Eileen Fairbairn est une des membres ayant fondé la branche de Canterbury de la Société royale de Nouvelle-Zélande. Elle est devenue présidente en 1961 avant d'être l'une des premières membres en 1973 nommée à vie.

## Travaux
À la retraite, Eileen Fairbairn voyage beaucoup et assiste à des conférences géographiques internationales. Elle s'intéresse particulièrement aux « effets du paysage sur les gens et les processus qui ont formé les montagnes ». En 1956, alors qu'elle est au Brésil, elle fait une étude détaillée des terres productrices de café. En 1960, elle voyage au nord de la Suède en Finlande pour étudier les effets de la glaciation.

## Hommage
L'Université de Canterbury décerne chaque année le prix Eileen Fairbairn au meilleur Master en géographie. La personne récompensée porte la robe Fairbairn lors de l'obtention de son diplôme.

## Publication
- (en) Eileen Fairbairn, « Geographical congress in Brazil », New Zealand Geographer,‎ 1957 (DOI https://doi.org/10.1111/j.1745-7939.1957.tb01389.x )